# عريب (المفلحي)

تعديل مصدري - تعديل

عريب هي إحدى قرى عزلة المفلحي بمديرية المفلحي التابعة لمحافظة لحج، بلغ تعداد سكانها 199 نسمة حسب تعداد اليمن لعام 2004.